# Альвіто
Альвіто (італ. Alvito) — муніципалітет в Італії, у регіоні Лаціо, провінція Фрозіноне.
Альвіто розташоване на відстані близько 110 км на схід від Рима, 33 км на схід від Фрозіноне.
Населення — 2742 особи (2014). Покровитель — San Valerio.

## Демографія
Населення за роками:

Станом на 1 січня 2023 року в муніципалітеті офіційно проживало 125 іноземців з 20 країн, серед них 36 громадян країн Євросоюзу та 4 громадяни України.

## Сусідні муніципалітети
- Атіна
- Камполі-Аппенніно
- Казальв'єрі
- Галлінаро
- Пескассеролі
- Поста-Фібрено
- Сан-Донато-Валь-ді-Коміно
- Вікальві